# Conyers Herring
Conyers Herring (Scotia, 15 novembre 1914 – Palo Alto, 23 luglio 2009) è stato un fisico statunitense, conosciuto per il suo ruolo nello sviluppo della fisica dello stato solido e vincitore del Premio Wolf per la fisica nel 1985. È stato professore alla Stanford University.
Il suo lavoro è alla base dei metodi di calcolo della struttura elettronica a bande di metalli e semiconduttori, e in particolare del metodo delle onde piane ortogonalizzate.